# هابر (فلم)
هابر فيلم قصير تم اخراجه عام 2008 من تأليف وإخراج دانيال راجيس. يسلط الفيلم الضوء على أعمال فريتز هابر ودوره في تطوير الأسلحة الكيميائية للجيش الألماني خلال الحرب العالمية الأولى. على الرغم من أن الفيلم لم ينشر بعد للعامة إلا أنه تم عرضه في العديد من المهرجانات حول العالم حظى في جميعها على الثناء من وسائل الإعلام.
توجد نسخة غير تجارية للفيلم تستخدم للأغراض التعليمية.

## الحبكة
فريتز شيمون هابر أستاذ جامعي وعالم ألماني المولد من أصل يهودي بتراث مزدوج. ظهر طموحه وشوقه الكبير ليتم الاعتراف به كألماني حقيقي في اعتناقه اللوثرية لتغطيه على أصله اليهودي. يوضح الفيلم الأزمة الأخلاقية التي يواجهها العلماء.
في عام 1918، فاز بجائزة نوبل بعد تطويره عملية فصل الأمونيا المستخدمة في إنتاج الأسمدة الاصطناعية المستخدمة في الزراعة في صناعة المتفجرات لاستخدامها في الحروب على نطاق واسع. على الرغم من اعتبار الأسمدة الاصطناعية في بداية الأمر طفرة صناعية كبيرة لزيادة إنتاجية الغذاء على المدى القصير إلا أن أعراضها الجانبية كاستنزاف التربة بدأت بالظهور.
يركز الفيلم الضوء على عمل هابر في الحكومة الألمانية في تطوير غاز الكلور المستخدم في معركة إيبر الثانية والعديد من الأماكن الأخرى والتي تم اعتبارها بداية الحرب الكيماوية والتي كانت محظورة حتى في ذلك الوقت بموجب معاهدة 1909.
أما زوجة هابر، كلارا إميرواهر، فقد كانت كيميائية واعدة لم تساعدها تقاليد المجتمع في ذلك الوقت في اثبات نفسها، حيث كان ينحصر دور المرأة المتزوجه في ذلك الوقت على خدمه بيتها ودعم زوجها. صرحت إميرواهر بأنها تشعر بالاضطهاد نتيجه شخصية فريتز الاستبدادية في العلاقة، وعن خوفها ورفضها لاستخدامه العلوم في صناعة سلاح موت رهيب.
لم تستطع إميرواهر الاستمرار في حياتها في ظل حالة الخوف والضغط التي عاشتها حتى انتحرت في 2 مايو 1915. غادر فريتز في اليوم التالي لوفاتها للإشراف على إدخال الحرب الكيميائية إلى الجبهة الشرقية.

## طاقم العمل
- كريستيان بيركيل في دور فريتز شمعون هابر
- جوليان كوهلر في دور كلارا هابر
- مارك مارغوليس في دور بريمر
- وولف كالر في دور إريش لودندورف

## الإنتاج
تم تصور الفيلم لأول مرة من قبل راجيس أثناء مشاهدة فيلم وثائقي عن فريتز هابر. أمضى بعدها عامه الأول في البحث، وجمع المعلومات عن حياة فريتز هابر وزوجته كلارا، وكذلك الموضوعات المتعلقة بهما - مثل الحرب العالمية الأولى، الثقافة والمجتمع الألماني، والحياة اليهودية في ألمانيا.
قضى راجوسيس عامه الثاني في ترويج الفيلم وجمع التبرعات اللازمة وتطوير المواد السينمائية.
بدأت مرحلة ما قبل الإنتاج في العام التالي. شملت تلك المرحلة اختيار وتجهيز مواقع التصوير وطاقم العمل والذي بلغ ذروته مع الممثلين الألمان إلى أن وقع الاختيار على كريستيان بيركيل وجوليان كوهلر في دور هابر وزوجته كلارا.
تم تصوير الفيلم في ثلاثة أسابيع فقط في شهر يونيو 2005، في مدينة نيويورك وما حولها. تم تصوير الهجوم بالغاز بمساعدة رابطة الحرب العظمى في نيوفيل، بنسلفانيا.
بدأت أعمال ما بعد الإنتاج واستمرت لمدة عامين إضافيين.
تم إصدار الفيلم في المهرجانات السينمائية في عام 2008، كان بداية عرضه في مهرجان تيلورايد السينمائي والتي فاز بها بجائزة أفضل فريق في مهرجان لا شورت فيست. استمر الفيلم بالمشاركة في المهرجانات حتى عام 2009.

## الجوائز
فاز الفيلم بالعديد من الجوائز في العديد من المهرجانات السينمائية مثل:
- جائزة أفضل عمل في مهرجان لوس أنجلوس الدولي للأفلام القصيرة.[7]
- الجائزة الكبرى في مهرجان رود آيلاند الدولي للسينما.[8]
- أفضل عمل سينمائي في مهرجان جامعة كولومبيا السينمائي.[9]
- أفضل سيناريو من مؤسسة ألفريد بي سلون.[10]
- منحة فنون مدينة نيويورك من مؤسسة جيروم.
- جائزة الصور المتحركة من المجلس الوطني للمراجعة.

## وصلات خارجية
- مقالات تستعمل روابط فنية بلا صلة مع ويكي بيانات

- فيلم هابر- على قاعدة بيانات الأفلام على الإنترنت.
- كلارا إميرواهر في أرشيف المرأة اليهودية.